# 国際連合安全保障理事会決議1438
国際連合安全保障理事会決議1438（こくさいれんごうあんぜんほしょうりじかいけつぎ1438 英: United Nations Security Council Resolution 1438）は、2002年10月14日に国際連合安全保障理事会において全会一致で採択された決議。

## 概要
国際連合憲章第7章と決議1373（2001年9月28日に全会一致で採択：反テロリズムに関する決議）を再確認した上で、国際連合安全保障理事会は同年10月12日にインドネシアのバリ島で発生した爆弾テロ事件を非難した。
国際連合安全保障理事会は、テロ行為によって脅かされる国際平和と安全とを守るために断固闘い抜く必要性を強調した。数多の死傷者を出したバリ島爆弾テロ事件だけでなく、同じように世界各国で発生しているテロ事件に対しても非難した。なお、国際連合安全保障理事会は今回の爆弾テロ事件における犠牲者の遺族、インドネシア政府、およびインドネシア国民に対して同情と哀悼の意を表した。
決議1438では世界各国が今回の決議に基づいて、バリ島爆弾テロ事件の容疑者を裁判にかけるためにインドネシア政府に協力するとともにあらゆる援助を行うように要求した。最後に、これからもあらゆるテロ行為に対して立ち向かう決意を表明して国際連合安全保障理事会は閉会した。